# Pseudozygocera albomaculata
Pseudozygocera albomaculata là một loài bọ cánh cứng trong họ Cerambycidae.